# Beatyfikowani i kanonizowani przez Leona XIV
Beatyfikowani i kanonizowani przez Leona XIV – lista błogosławionych i świętych wyniesionych na ołtarze w czasie pontyfikatu papieża Leona XIV.
Poniższe tabele przedstawią listę osób beatyfikowanych/kanonizowanych przez Leona XIV w poszczególnych latach pontyfikatu.

## I rok pontyfikatu[a]
| Wyniesieni na ołtarze                       | Data beatyfikacji    | Data kanonizacji |
| 2025                                        | 2025                 | 2025             |
| ------------------------------------------- | -------------------- | ---------------- |
| Kamil Costa de Beauregard                   | 17 maja 2025(dts)    | —                |
| Stanisław Streich                           | 24 maja 2025(dts)    | —                |
| Maria Krzysztofa Klomfass i XIV towarzyszek | 31 maja 2025(dts)    | —                |
| Floribert Bwana Chui bin Kositi             | 15 czerwca 2025(dts) | —                |
| Lycarion May                                | 12 lipca 2025(dts)   | —                |

## Planowane beatyfikacje/kanonizacje w I roku pontyfikatu
| Wyniesieni na ołtarze                                                                      | Data beatyfikacji                               | Data kanonizacji          |
| 2025                                                                                       | 2025                                            | 2025                      |
| ------------------------------------------------------------------------------------------ | ----------------------------------------------- | ------------------------- |
| Bódi Mária Magdolna                                                                        | 6 września 2025(dts)                            | —                         |
| Eduard Profittlich                                                                         | 6 września 2025(dts)                            | —                         |
| Piotr Jerzy Frassati                                                                       | 20 maja 1990(dts) (przez Jana Pawła II)         | 7 września 2025(dts)      |
| Karol Acutis                                                                               | 10 października 2020(dts) (przez Franciszka)    | 7 września 2025(dts)      |
| Petro Oros                                                                                 | 27 września 2025(dts)                           | —                         |
| Maria Troncatti                                                                            | 24 listopada 2012(dts) (przez Benedykta XVI)    | 19 października 2025(dts) |
| Wincencja Maria Poloni                                                                     | 21 września 2008(dts) (przez Benedykta XVI)     | 19 października 2025(dts) |
| José Gregorio Hernández                                                                    | 30 kwietnia 2021(dts) (przez Franciszka)        | 19 października 2025(dts) |
| Bartłomiej Longo                                                                           | 26 października 1980(dts) (przez Jana Pawła II) | 19 października 2025(dts) |
| Maria Carmen Rendiles Martínez                                                             | 16 czerwca 2018(dts) (przez Franciszka)         | 19 października 2025(dts) |
| Ignacy Maloyan                                                                             | 7 października 2001(dts) (przez Jana Pawła II)  | 19 października 2025(dts) |
| Piotr To Rot                                                                               | 17 czerwca 1995(dts) (przez Jana Pawła II)      | 19 października 2025(dts) |
| Carmine De Palma                                                                           | 15 listopada 2025(dts)                          | —                         |
| Manuel Izquierdo Izquierdo i 58 towarzyszy oraz Antonio Montañésa Chiquera i 64 towarzyszy | 13 grudnia 2025(dts)                            | —                         |
| 2026                                                                                       |                                                 |                           |
| Francois-Xavier Trương Bửu Diệp                                                            | 12 marca 2026(dts)                              | —                         |